# 立川魔法都市化ぷろじぇくと
立川魔法都市化ぷろじぇくと（たちかわまほうとし-）とは、かつて東京都立川市で行われたオリジナル魔法少女を用いた萌えおこし（地域おこし）である。

## 概要
立川市のまちづくり会社、TTMによる萌えおこし事業。通称たちぷろ。2009年（平成21年）取引先の印刷会社より痛車イベントが好評だということを聞いて萌えおこしに興味をもったことから始まった。立川市の「オタクの新聖地化」を目指していた。
「DreamParty東京2009春」、および「DreamParty東京2009秋」において、キャラクターのイラストを描いたマツダ・ロードスターが展示された。イメージキャラクターは立川市に縁のある西又葵が担当。

## キャラクター
- 立川たっち

立川市内の小学校に通う美少女。通常の小学生の姿と、魔法の力で大人に変身した姿の2パターンがある。
- うーたん

昔からの立川の名産品である独活の妖精。